# Cleora epistictis
Cleora epistictis là một loài bướm đêm trong họ Geometridae.